# U-417
U-417 — средняя немецкая подводная лодка типа VIIC времён Второй мировой войны.

## История
Заказ на постройку субмарины был отдан 20 января 1941 года. Лодка была заложена 16 сентября 1941 года на верфи Данцигер Верфт в Данциге под строительным номером 118, спущена на воду 6 июня 1942 года. Лодка вошла в строй 26 сентября 1942 года под командованием оберлейтенанта Вольфганга Шрейнера.

### История службы
Лодка совершила один боевой поход. Успехов не достигла. Потоплена 11 июня 1943 года к юго-востоку от Исландии, в районе с координатами 63°20′ с. ш. 10°30′ з. д. глубинными бомбами с британского самолёта B-17 Fortress. 46 погибших (весь экипаж). Некоторых подводников видели в воде с самолёта, однако из воды их никто не поднял. Атаковавший самолёт во время атаки был сильно повреждён зенитным огнём подлодки, он получил попадания в нос, кокпит, крылья, область бомболюка и даже в заднюю турель, поэтому через некоторое время Фортресс рухнул в воду. Его экипажу в составе восьми человек удалось успешно эвакуироваться в единственную имеющуюся шлюпку, однако у них и не было с собой никаких припасов. Через три дня, 14 июня, рядом с ними попытался приводниться американский самолёт «Каталина», но он потерпел крушение при посадке и его 9 членов экипажа вынуждены были спасаться сами на двух надувных плотах. В тот же день лётчики с Фортресса были найдены и эвакуированы британской «Каталиной», а вот американцев нашли и подобрали лишь ещё через пять дней. К тому времени из девяти человек в живых остался только один.

### Флотилии
- 26 сентября 1942 года — 31 мая 1943 года — 8-я флотилия (учебная)
- 1 июня — 11 июня 1943 года — 6-я флотилия